# Laís Nunes
Laís Nunes de Oliveira (Barro Alto, 3 de novembro de 1992) é uma wrestler olímpica brasileira.

## Biografia

### Primeiros anos
Laís Nunes nasceu em Barro Alto, município do interior do estado do Goiás, no ano de 1992. Entrou para a prática esportiva por meio do judô, em um projeto social em sua cidade natal, porém, aproximou-se do wrestling.
Ganhou destaque nas competições de nível estadual em Goiás, e foi galgando novas posições no esporte, ao chamar atenção por equipes de Brasília. Aos quinze anos, mudou-se para a equipe do SESI de Osasco, em São Paulo.

### Carreira
No ano de 2014, conquistou a medalha de prata nos Jogos Sul-Americanos de 2014, em Santiago, no Chile.
Laís conquistou a vaga olímpica ao vencer o Campeonato Pan-Americano de Lutas Associadas de 2016, competição que distribuía duas vagas para o torneio olímpico. No ano de 2016, integrou a delegação brasileira nos Jogos Olímpicos de Verão de 2016, realizado no Rio de Janeiro. Disputou a categoria até 63 kg feminino das lutas, sendo eliminada na primeira fase pela turca Hafize Sahin, terminando a competição em décimo quinto lugar.
No ano de 2019, disputou sua primeira edição nos Jogos Pan-Americanos, realizado em Lima, capital do Peru. Conquistou a medalha de bronze no wrestling na categoria de até 62 quilos.
Em 2020, foi selecionada para integrar a deleção brasileira para os Jogos Olímpicos de Verão de 2020, realizado em Tóquio, no Japão. Com a Pandemia de COVID-19, a edição dos jogos no Japão foi adiada para o ano seguinte. Na categoria de menos de 62 quilos, caiu na sua estreia para a búlgara Taybe Yusein, terminando a competição em décimo quarto lugar.
Foi uma das representantes do Brasil nos Jogos Pan-Americanos de 2023, realizados em Santiago, no Chile. Conquistou a medalha de ouro, na data de seu aniversário, na categoria de -62 quilos após superar a cubana Maria Santana.
Alguns dias depois de ser medalhista de bronze no campeonato pan-americano em Acapulco, México, competiu na mesma cidade no torneio qualificatório das Américas para os Jogos Olímpicos de Verão de 2024 em Paris, França. Acabou eliminada na segunda rodada pela canadense Ana Godinez. No qualificatório global restante na Turquia, caiu na primeira rodada para a sueca  Johanna Lindborg, não indo para sua terceira Olimpíada.